# Jacquotte Delahayeová
Jacquotte Delahayeová (nepřechýleně Delahaye; fl. 1656) byla podle legendy pirátka, která se v 17. století plavila v Karibském moři. Jde o jednu z mála pirátek vyobrazených po boku slavné pirátky Anne Dieu-le-Veut. Neexistují však žádné důkazy z dobových zdrojů, že byla Jacqueotte Delahayeová skutečnou osobou. Příběhy jejích činů jsou připisovány ústnímu vyprávění a Léonu Treichovi, francouzskému spisovateli beletrie 40. let 20. století.

## Legendy
Jacqueotte Delahayová údajně pocházela ze Santo Dominga na Haiti, její otec byl Francouz a matka francouzsky mluvící Haiťanka, která zemřela při porodu jejího mladšího bratra. Ten trpěl lehkým mentálním postižením a Jacqueotte se o něj starala po smrti jejich otce. Legendy tvrdí, že otce zavraždila a následně se stala pirátkou.
Byla válečnou hrdinkou, a aby unikla svým pronásledovatelům, dokonce předstírala vlastní smrt, následně přijala mužský pseudonym a žila mnoho let vydávajíc se za muže. Po svém návratu se proslavila i jako žena a byla pro své zrzavé vlasy známá pod přezdívkou Back From the Dead Red (což jde přeložit jako Pomsta rudé smrti). 
Dostala se do čela velké skupiny pirátů, podle některých příběhů velela stovkám lidí, a s jejich pomocí převzala v roce 1656 moc nad Tortugou , malým karibským ostrovem u severozápadního pobřeží Hispanioly.O několik let později zemřela při přestřelce, když tento ostrov, Tortugu, bránila.

## Historické podklady
Nejsou známy žádné historické prameny, které by popisovaly její život a její činy, nebo byla zmíněna v souvislosti s událostmi, kterých se údajně zúčastnila. 
Příběhy o ní pocházejí hlavně z ústního vyprávění a ze 40. let 20. století, kdy ji zmínil francouzský beletrista Léon Treich ve svých dílech.
Laura Sook Duncombe, historička zabývající se pirátstvím, napsala, že "pokud má Anne Dieu-le-Veut jen malou šanci, že skutečně žila, Jacquotte Delahayová ji má ještě menší."
Španělský autor Germán Vázquez Chamorro napsal v Mujeres Piratas (Pirátky), že “neexistovala, ale byla literárním výtvorem přidaným do tradice bukanýrského období, aby učinila nemilosrdné muže přijatelnější pro moderní čtenáře."
Jak shrnuje historik Benerson Little: "O Jacquotte Delahayové se například říká, že velela lodi s posádkou sta mužů; že odmítla nabídku k sňatku od filibustýra Michela d'Artigue, známého jako „le Basque“; že vedla útok na Pevnost de la Roche na Tortuze a dobyla ji od Španělů. Byla o ní napsána celá, i když krátká biografie, která byla bez otázek přepisována v knihách a na internetu. Neexistuje ale žádný důkaz, že by existoval."

## Populární kultura
Ve dobovém romantickém komediálním seriálu Our Flag Means Death (Vlajka smrti) ztvárnila Leslie Jones pirátku známou jako “španělská Jackie,” tato postava byla založena na legendách o Delahayeové.
Příběh Jacquotte Delahayeové je hlavním tématem krátkého, nezávislého animovaného filmu Back from The Dead Red, jeho scénář napsala Joanna Benecke.